# Production I.G
Production I.G, Inc. (Nhật: 株式会社プロダクション・アイジー Hepburn: Kabushiki-gaisha Purodakushon Ai Jī) là một xưởng phim hoạt hình Nhật Bản được thành lập vào tháng 12 năm 1987 bởi Ishikawa Mitsuhisa. Công ty có trụ sở tại Musashino, Tokyo, Nhật Bản. Chữ "I" và "G" trong "Production I.G" được lấy từ tên của hai người sáng lập công ty: nhà sản xuất Ishikawa Mitsuhisa và nhà thiết kế nhân vật Goto Takayuki.
Công ty đã tham gia sản xuất nhiều bộ anime truyền hình, OVA, phim chiếu rạp, cũng như thiết kế và phát triển game. Các tác phẩm hoạt hình nổi bật bao gồm Guilty Crown, Psycho-Pass, Haikyu và loạt phim Ghost in the Shell.

## Lịch sử
Công ty ban đầu được thành lập bởi Ishikawa Mitsuhisa với tên gọi IG Tatsunoko Co., Ltd. vào năm 1987 sau khi tách ra khỏi chi nhánh của Tatsunoko Productions. Năm 1993, công ty đổi tên thành Production I.G.
Năm 1997, công ty con Bee Train được thành lập. Production I.G và nhà sáng lập Ishikawa đã giúp giám sát và sản xuất một số tác phẩm của Bee Train như PoPoLoCrois Monogatari, Wild Arms: Twilight Venom và Arc the Lad. Năm 2006, Bee Train tách rời khỏi I.G và trở nên độc lập. Ngoài ra,  I.G. còn sở hữu Xebec là công ty con thứ hai từ năm 1995 cho đến năm 2007. Năm 2000, I.G sáp nhập với công ty mẹ ING.
Vào ngày 4 tháng 7 năm 2007, I.G sáp nhập với Mag Garden để thành lập một tổng công ty lấy tên là IG Port. Theo đó, IG Port trở thành công ty mẹ của Production I.G. Năm 2018, công ty con của Xebec là Xebeczwei được đổi tên thành IGzwe và trở thành công ty con của I.G, cùng năm đó Xebec được mua lại bởi Sunrise.
Ngày 25 tháng 6 năm 2022, phó chủ tịch George Wada trở thành chủ tịch mới của Production I.G, còn chủ tịch cũ là Ishikawa Mitsuhisa giữ chức Chủ tịch hội đồng quản trị, có hiệu lực từ ngày 30 tháng 8 cùng năm.

## Tác phẩm

### Anime truyền hình
- Blue Seed (1994-1995, đồng sản xuất với Ashi Productions)
- Vampiyan Kids (2001-2002)
- Ghost in the Shell: Stand Alone Complex (2002-2005)
- Sakigake!! Cromartie Kōkō (2003-2004)
- Fūjin Monogatari (2004-2005)
- Otogi Zoshi (2004-2005)
- Ghost in the Shell: S.A.C. 2nd GIG (2004-2005)
- Immortal Grand Prix (2005-2006)
- Blood+ (2005-2006)
- Le Chevalier D'Eon (2006-2007)
- Ghost in the Shell: Stand Alone Complex - Solid State Society (2006)
- xxxHolic (2006-2008)
- Seirei no Moribito (2007)
- Reideen (2007)
- Ghost Hound (2007-2008)
- Ani*Kuri15 (2007-2008), sản xuất phim ngắn
- xxxHOLiC◆Kei (2008)
- Toshokan Sensō (2008)
- RD Sennō Chōsashitsu (2008)
- World Destruction: Sekai Bokumetsu no Rokunin (2008)
- Kemono no Sōja Erin (2009)
- Higashi no Eden (2009)
- Sengoku Basara (2009)
- Sengoku Basara Ni (2010)
- Kimi ni Todoke (2009-2011)
- Shoka (2010)
- Moshidora (2011)
- Bunny Drop (2011)
- Yondemasuyo, Azazel-san (2011-2013)
- Blood-C (2011)
- Guilty Crown (2011-2015)
- Kuroko no Basketball (2012-2015)
- Shin Tennis no Ōjisama (2012), đồng sản xuất với M.S.C
- Shining Hearts: Shiawase no Pan (2012)
- Robotics; Notes (2012-2013)
- Psycho-Pass (2012-2013)
- Suisei no Gargantia (2012-2013)
- Genshiken Nidaime (2013)
- Daiya no Ace (2013-2015), đồng sản xuất với Madhouse)
- Haikyu!! (2014)
- Ao Haru Ride (2014)
- Broken Blade (2014) với Xebec)
- Haikyu!! Second Season (2015-2016)
- Junketsu no Maria (2015)
- Ghost in the Shell: Arise Alternative Architecture (2015)
- Shingeki! Kyojin Chūgakkō (2015)
- Haikyuu!! Karasuno Koukou vs. Shiratorizawa Gakuen Koukou (2016)
- Joker Game (2016)
- Atom: The Beginning (2017), đồng sản xuất với OLM và Signal.MD
- Ballroom e Yōkoso (2017)
- Mahōjin Guru Guru (2017)
- Ginga Eiyū Densetsu: Die Neue These Kaikō (2018)
- FLCL Progressive (2018), sản xuất tập 1, 3–4, 6
- FLCL Alternative (2018), đồng sản xuất với Revoroot và NUT)
- Kaze ga Tsuyoku Fuiteiru (2018-2019)
- Kabukichō Sherlock (2019-2020)
- Psycho-Pass 3 (2019)
- Haikyu!! To the Top (2020)
- Noblesse (2020)
- Yūkoku no Moriarty (2020 - 2021)
- Kaizoku Ōjo (2021)
- Aoashi  (2022)[13]
- Tengoku Daimakyō (2023)[14]
- Kaijuu 8-gou (2024)[15]
- Kinnikuman Perfect Origin-Hen (2024)[16]
- Shinkalion Change the World (2024; đồng sản xuất hoạt ảnh với Signal.MD[17])

### OVA
- Akai Kōdan Zillion: Utahime Yakyoku (1988)
- Yagami-kun no Katei no Jijō (1990)
- Shiawase no Katachi (1990-1991)
- Video Girl Ai (1992)
- Boku no Chikyū o Mamotte (1993-1994)
- Dragon Half (1993)
- Ryuseiki Gakusaver (1993-1994)
- Fantasia (1993)
- Boku no Chikyū o Mamotte: Alice kara, Rin Kun e (1994)
- Bakuen Campus Guardress(1994)
- B.B. Fish (1994)
- Bronze: Zetsuai Since 1989 (1994)
- Boku no Chikyū o Mamotte: Kiniro no Toki Nagarete (1995)
- Tokumu Sentai Shinesman (1996)
- Panzer Dragoon (1996)
- Blue Seed Beyond (1996), đồng sản xuất với Xebec
- One Piece: Taose! Kaizoku Ganzack (1998)
- FLCL (2000-2001), đồng sản xuất với Gainax
- Kaidōmaru (2001), đồng sản xuất với với SME Visual Works
- Tennis no Ōjisama: Sonzoku Yama no Hi (2003)
- Maboroshi no Golden Bowl (2003)
- Ghost in the Shell: Stand Alone Complex - The Laughing Man (2005)
- Ghost in the Shell: Stand Alone Complex 2nd GIG - Individual Eleven (2006)
- Tsubasa: Tokyo Revelations (2007-2008)
- Tokyo Marble Chocolate (2007)
- Blame! Prologue (2007)
- Batman: Gotham Knight (2008), sản xuất tập 2: "Crossfire"
- Halo Legends (2008-2010), sản xuất tập "The Duel" và "Homecoming"
- Toshokan Sensō: Koi no Shougai (2008)
- xxxHolic Shunmuki (2009)
- Tsubasa Shunraiki (2009)
- "Bungaku Shōjo" Kyou no Oyatsu: Hatsukoi (2009)
- Abunai Sisters: Koko & Mika (2009)
- xxxHolic Rō (2010)
- Yondemasuyo, Azazel-san (2010-2014)
- Dante's Inferno: An Animated Epic (2010)
- "Bungaku Shōjo" Memoire (2010)
- Je T'aime (2010)
- Computer Kakumei: Saikyō x Saisoku no Zunō Tanjō (2012)
- Kuroko no Basketball: Baka ja Katenai no yo! (2013)
- Vassalord (2013)[18]
- Suisei no Gargantia (2013)
- Pokémon Origins (2013), sản xuất tập 1
- Suisei no Gargantia: Meguru Kōro, Haruka (2014-2015)
- Diamond no Ace (2014-2015), sản xuất cùng với Madhouse
- Kuroko no Basketball: Oshaberi Demo Shimasen ka (2014)
- Diamond no Ace Second Season (2016),  sản xuất với Madhouse
- Kuroko no Basketball: Oshaberi Shiyō ka (2017)
- Haikyū!!: Tokushū! Harukō Volley ni Kaketa Seishun (2017)
- Haikyū!!: Riku vs. Kuu (2020)
- Kabukichō Sherlock (2020)
- Yūkoku no Moriarty (2022)

### ONA
- The King of Fighters: Another Day (2005-2006)
- Chocolate Underground (2008)
- Next A-Class (2012)
- Mō Hitotsu no Mirai o. (2013-2014)
- Star Fox Zero: The Battle Begins (2016), sản xuất với Wit Studio)
- Africa nl Salaryman (2017)[19]
- Neo Yokio (2017), sản xuất cùng Studio Deen và MOI Animation[20]
- Kodoku no Gourmet (2017-2018)[21]
- B The Beginning (2018)[22][23]
- Moshi Moshi, Terumi Desu (2018)[24]
- Holiday Love: Fūfukan Renai (2018))[25]
- Ultraman (2019-2023), sản xuất với Sola Digital Arts[26]
- Sol Levante (2020)[27]
- Ghost in the Shell: SAC 2045 (2020-2022), sản xuất cùng Sola Digital Arts[28]
- B The Beginning Succession (2021)[29]
- Star Wars: Visions (2021), sản xuất tập "The Ninth Jedi"
- Kimi ni Todoke 3rd Season (2024)[30]
- Terminator (2024, đồng sản xuất với Skydance Animation của Mỹ)[31]
- BRZRKR (CTB)[32]

### Phim điện ảnh
- Eiji (1990)
- Kaze no Tairiku (1992)
- Kidou Keisatsu Patlabor 2 the Movie (1989) đồng sản xuất với Studio Deen
- Ghost in the Shell (1995)
- Shin Seiki Evangerion: Shi to Shinsei (1997), đồng sản xuất phần Shi (Rebirth) với Gainax
- Shin Seiki Evangelion Gekijō-ban: Ea/Magokoro o, Kimi ni (1997), đồng sản xuất với Gainax
- Akihabara Dennō Gumi: 2011-nen no Natsuyasumi (1999), đồng sản xuất với Xebec
- Jin-Roh (2000)
- Blood: The Last Vampire (2000)
- Sakura Taisen: Katsudou Shashin (2001)
- Dead Leaves (2004)
- Innocence (2004)
- Tsubasa Chronicle: Tori Kago no Kuni no Himegimi (2005)
- Tenis no Ōjisama: Futari no Samurai - The First Game (2005)
- Tenis no Ōjisama: Futari no Samurai - The First Game (2005)
- xxxHolic: Manatsu no Yoru no Yume (2005)
- Ghost in the Shell: Stand Alone Complex - Solid State Society (2006)
- The Sky Crawlers (2008)
- Tales of Vesperia: The First Strike (2009)
- Hottarake no Shima: Haruka to Mahō no Kagami (2009)
- Higashi no Eden: The King of Eden (2009)
- Higashi no Eden: Paradise Lost (2010)
- Loạt phim Broken Blade (2010-2011)
- Gekijōban Bungaku Shōjo (2010)
- Hiyokoi (2010)
- Loups = Garous (2010), đồng sản xuất với Trans Arts
- Broken Blade: Ketsubetsu no Michi (2010), đồng sản xuất với Xebec
- Sengoku Basara: The Last Party (2011)
- Tansu Warashi. (2011)
- Lá thư gửi đến Momo (2011)
- Xi Avant (2011), phim ngắn
- Tenis no Ōjisama: Eikokushiki Teikyuu Shiro Kessen! (2011), đồng sản xuất với M.S.C
- Blood-C: The Last Dark (2012)
- Toshokan Sensō: Kakumei no Tsubasa (2012)
- 009 Re: Cyborg (2012), đồng sản xuất với SANZIGEN
- Wasurenagumo (2012)
- Mass Effect: Paragon Lost (2012)
- Kick-Heart (2013)
- Giovanni no Shima (2014)
- Genkijouban Psycho-Pass(2015)
- Sarusuberi (2015)
- Ghost in the Shell: The New Movie (2015)
- Haikyu!! Owari to Hajimari (2015)
- Haikyu!! Shousha to Haisha (2015)
- Mitsuami no Kamisama (2015)
- Loạt phim Kuroko no Basketball: Winter Cup (2016)
- Haikyu! Sainou to Sense (2017)
- Haikyu! Concept no Tatakai (2017)
- Kuroko – Tuyển thủ vô hình: Trận đấu cuối cùng (2017)
- Tokimeki Restaurant: Miracle 6 (2018)
- Psycho-Pass: Sinners of the System Case.1 - Tsumi to Batsu (2019)
- Psycho-Pass: Sinners of the System Case.2 - First Guardian (2019)
- Psycho-Pass: Sinners of the System Case.3 - Onshuu no Kanata ni (2019)
- Loạt phim Ginga Eiyū Densetsu: Die Neue These - Seiran (2019)
- Loạt phim Sōkyū no Fafner: The Beyond (2019-2021), sản xuất với IGzwei
- Psycho-Pass 3: First Inspector (2020)
- BEM: Become Human (2020)
- Ghost in the Shell: SAC_2045 Sustainable War (2021)
- Fate/Grand Order: Shinsei Entaku Ryouiki Camelot 2 - Paladin; Agateram (2021)
- Shika no Ō (2022)
- Deemo: Sakura no Oto - Anata no Kanadeta Oto ga, Ima mo Hibiku (2022), đồng sản xuất với Signal.MD
- Loạt phim Ginga Eiyū Densetsu: Die Neue These - Gekitotsu (2022)
- Loạt phim Ginga Eiyū Densetsu: Die Neue These - Sakubou (2022)
- Rakudai Majo: Fuuka to Yami no Majo (2023)
- Psycho-Pass: Providence (2023)
- Hokkyoku Hyakkaten no Concierge-san (2023)[33]
- Kōkaku Kidōtai SAC_2045 Saigo no Ningen (2023)[34]
- Haikyu!! Gomi Suteba no Kessen (2024)[35]

### Video âm nhạc
- m-flo- Quantum Leap (2000)
- Linda: Chains & Rings (2003)[36]
- Mylene Farmer: Peut-etre toi (2006)[37]
- Universe (2007)[36]
- Higashi no Eden: Falling Down (2009)
- Idolish7: NO DOUBT (2017)
- Marty Friedman: The Perfect World (2018)

### Trò chơi điện tử
Dưới đây là danh sách trò chơi điện tử mà Production I.G phát triển phần hoạt ảnh:
- Loạt game Tales (1997–2014)
- Yarudora (1998)
- Tekken 3 (1998)
- Xenogears (1998)
- Sakura Taisen 2: Kimi, Shinitamō Koto Nakare (1998)
- Ace Combat 3: Electrosphere (1999)
- Love & Destroy (1999)
- Psychometrer Eiji (1999)
- Valkyrie Profile (1999)
- Wild Arms 2 (1999)
- Summon Night 2 (2001)
- Sakura Taisen 3: Pari wa Moeteiru ka (2001)
- Sakura Taisen 4: Koiseyo Otome (2002)
- Sakura Taisen V: Saraba, Itoshiki Hito yo (2004)
- Popolocrois Monogatari II (2000)
- Fire Emblem: Sōen no Kiseki (2005)
- Ghost in the Shell: Stand Alone Complex (2005)
- Sonic Riders (2006)
- Children of Mana (2006)
- Valkyrie Profile 2: Silmeria (2006)
- Fire Emblem: Akatsuki no Megami (2007)
- Star Ocean: First Departure (2007)
- Star Ocean: Second Evolution (2008)
- Wario Land: Shake It! (2008), gồm hoạt ảnh và gameplay
- World Destruction: Michibikareshi Ishi (2008)
- The Sky Crawlers: Innocent Aces (2008)
- Mugen Kōro (2009)
- Valkyria Chronicles III (2011)
- BlazBlue: Central Fiction (2015)
- Persona 5 (2016), sản xuất cùng domerica
- Persona 5 Royal (2019), sản xuất cùng Domerica
- Another Eden (2020), hoạt ảnh mở đầu[38]